# Alone, Pt. II
Pour les articles homonymes, voir Alone.
Singles par Alan Walker
Avem (The Aviation Theme)
(2019) End of Time
(2020)
Singles par Ava Max
Salt
(2019) Kings & Queens
(2019)
Clip vidéo
[vidéo] « Alone, Pt. II », sur YouTube
Alone, Pt. II est une chanson du disc jockey britannico-norvégien Alan Walker et la chanteuse américaine Ava Max. Elle est sortie en single le 27 décembre 2019. Il s'agit de la suite du single Alone (en) de Walker sorti en 2016.

## Accueil critique
Le journaliste Jason Lipshutz du magazine Billboard a fait l'éloge de la chanson, déclarant qu'elle « démontre l'évolution des techniques de production d'Alan Walker ». Il a également décrit la voix d'Ava Max comme « un moment conçu pour le tintement de verre, la danse unifiée et d'autres formes de camaraderie de fête ».

## Clip vidéo
Le clip officiel de la chanson a été mise en ligne sur la chaîne YouTube d'Alan Walker le 27 décembre 2019. Il s'agit de la suite du clip de On My Way (en), le single de 2019 de Walker en collaboration avec Sabrina Carpenter et Farruko, car le clip comprend également Susanne Karin Moe dépeignant la protagoniste féminine de la vidéo précédente. La vidéo dirigée par Kristian Berg a été filmée à Quảng Bình du 2 au 10 avril 2019, dans des endroits tels que la grotte Sơn Đoòng, la rivière Tróoc, la rivière Chay, le pont Tra Ang, le village de Doong, la grotte Én et la grotte Nuoc Nut. 
Un deuxième clip pour Alone, Pt. II, également réalisé par Kristian Berg, est sorti le 17 février 2020, et a été tournée en direct au château de Fontainebleau dans la Seine-et-Marne, en France.

## Crédits
Crédits adaptés depuis Tidal.
- Alan Walker – producteur, auteur, programmation
- Amanda Ava Koci – voix, auteur
- Erik Smaaland (en) – producteur, auteur
- Henry Walter – auteur, production vocale, coproducteur, chœurs
- Markus Arnbekk – auteur, chœurs, coproducteur, guitare, programmation
- Carl Hovind – auteur, coproducteur, programmation
- Fredrik Borch Olsen – auteur
- Gunnar Greve (en) – auteur, producteur exécutif
- Alexander Standal Pavelich – auteur, guitare
- Halvor Folstad – auteur
- Dag Holtan-Hartwig – auteur
- Moa Pettersson Hammar – auteur
- Øyvind Sauvik – auteur
- Big Fred – coproducteur, programmer
- Jakob Emtestam – producteur exécutif
- Sören von Malmborg (en) – ingénieur de mastérisation, ingénieur de mixage

## Classements et certifications
| Classements (2020)                      | Meilleure position |
| --------------------------------------- | ------------------ |
| Allemagne (GfK Entertainment)           | 47                 |
| Autriche (Ö3 Austria Top 40)            | 45                 |
| Belgique (Flandre Ultratop 50 Singles)  | 8                  |
| Belgique (Flandre Ultratop 50 Dance)    | 2                  |
| Belgique (Wallonie Ultratop 50 Singles) | 7                  |
| Belgique (Wallonie Ultratop 50 Dance)   | 3                  |
| Croatie (HRT)                           | 26                 |
| États-Unis (Hot Dance/Electronic Songs) | 11                 |
| Finlande (Suomen virallinen lista)      | 18                 |
| France (SNEP)                           | 68                 |
| France (SNEP Ventes)                    | 52                 |
| Grèce (IFPI)                            | 95                 |
| Hongrie (Rádiós Top 40)                 | 6                  |
| Hongrie (Dance Top 40)                  | 19                 |
| Hongrie (Single Top 40)                 | 17                 |
| Lettonie (Latvijas Top 40)              | 35                 |
| Liban (OLT20)                           | 12                 |
| Lituanie (AGATA)                        | 70                 |
| Mexique (Inglés Airplay)                | 21                 |
| Norvège (VG-lista)                      | 4                  |
| Nouvelle-Zélande Hot Singles (RMNZ)     | 26                 |
| Pays-Bas (Nederlandse Top 40)           | 6                  |
| Pays-Bas (Airplay Top 40)               | 8                  |
| Pays-Bas (Single Top 100)               | 15                 |
| Pologne (ZPAV)                          | 4                  |
| Roumanie (Airplay 100)                  | 3                  |
| Serbie (Radiomonitor)                   | 1                  |
| Suède (Sverigetopplistan)               | 25                 |
| Suisse (Schweizer Hitparade)            | 47                 |

| Classement (2020)                       | Position |
| --------------------------------------- | -------- |
| Belgique (Flandre Ultratop)             | 26       |
| Belgique (Wallonie Ultratop)            | 25       |
| États-Unis (Hot Dance/Electronic Songs) | 47       |
| Pays-Bas (Nederlandse Top 40)           | 5        |

### Certifications
| Pays                                                             | Certification | Ventes      |
| ---------------------------------------------------------------- | ------------- | ----------- |
| Belgique (BEA)                                                   | Or            | 20 000*     |
| France (SNEP)                                                    | Platine       | 30 000 000‡ |
| Italie (FIMI)                                                    | Or            | 35 000‡     |
| Norvège (IFPI Norvège)                                           | Platine       | 60 000‡     |
| Pologne (ZPAV)                                                   | Platine       | 20 000*     |
| *Ventes selon la certification xNon précisé par la certification |               |             |

## Historique de sortie
| Pays   | Date             | Format                       | Version                          | Label           | Réf.  |
| ------ | ---------------- | ---------------------------- | -------------------------------- | --------------- | ----- |
| Divers | 27 décembre 2019 | - Téléchargement - streaming | Originale                        | MER, Sony Music | [ 9 ] |
| Divers | 21 février 2020  | - Téléchargement - streaming | Live au château de Fontainebleau | MER, Sony Music | [ 9 ] |
| Divers | 28 février 2020  | - Téléchargement - streaming | Remixes                          | MER, Sony Music | [ 9 ] |